# حسین موفق
حسین موفق (زاده ۱۳۲۰ – درگذشته ۲۳ اردیبهشت ۱۳۹۸) خواننده معروف دهه ۵۰ شمسی سبک کوچه بازاری بود. آهنگ کمال تارزن و اِبرام غزل‌خون از جمله کارهایی هستند که به او شهرت بخشیده‌اند.

## زندگی

حسین موفق متولد ۱۳۲۰ در اردبیل می‌باشد. پدرش از مهاجرین باکوئی به اردبیل بوده و وی در اردبیل به دنیا آمده‌است. او خوانندگی را از سال ۱۳۴۲ با آهنگ  شعله جان  شروع کرده‌است. حسین موفق در جند گفتگو عنوان نموده که ترانهٔ کمال تارزن را بیشتر از سایر کارهایش دوست دارد. 
موفق از ۹ سالگی با تقلید کارهای خوانندگانی همچون دلکش ، ایرج و دردشتی مشق خواندن می‌کرد. برای آگاهی از دستگاه‌های موسیقی در جامعه باربد در کلاس‌های اسماعیل مهرتاش حضور یافت. رشید مرادی ، آهنگساز موسیقی‌های مردمی، را کاشف و عامل موفقیت حسین موفق بود. با ارائه آهنگ‌های «ابرام غزل‌خون»، «کمال تارزن»، «علی ساربون» در شهرت وی نقش داشت. شهرت پای او را به برنامه «میخک نقره‌ای» فریدون فرخزاد، میکروفون آزاد برای قرعه‌کشی بلیت‌های بخت‌آزمایی و «هنر برای مردم» باز کرد. او سال‌های پس از انقلاب را در هلند سپری کرد و در تاریخ ۲۳ اردیبهشت ۱۳۹۸ در ۷۸ سالگی درگذشت.

## آهنگها
- شعله جان
- کمال تارزن
- علی ساربان
- ابرام غزل‌خون
- اگه حرفت حرف باشه
- نصف جهون
- شبا که مهتاب میاد
- قسمت ما همینه
- کی میگه
- نقاش
- نی‌زن
- خواستن تو همین بود
- سیگار و جام
- آروم آروم

## آلبوم ها
- درهای بسته
- حسین موفق
- عکستو قاب می گیرم

## ترانه‌شناسی

### درهای بسته
| نام ترانه     | ترانه‌سرا | آهنگساز | تنظیم |
| ------------- | -------- | ------- | ----- |
| عجب           |          |         |       |
| درهای بسته    |          |         |       |
| گلخانه        |          |         |       |
| بزن نی        |          |         |       |
| پرستو         |          |         |       |
| آدم تو زندگی  |          |         |       |
| خداحافظ عزیزم |          |         |       |
| رفیق بد       |          |         |       |
| چراغ شبستان   |          |         |       |
| یوسف زلیخا    |          |         |       |
| بی وفا بشم    |          |         |       |
| مهتاب         |          |         |       |

### حسین موفق
| نام ترانه         | ترانه‌سرا  | آهنگساز   | تنظیم |
| ----------------- | --------- | --------- | ----- |
| رود کارون         |           |           |       |
| اگه حرفت حرف باشه |           |           |       |
| شبا که مهتاب      |           |           |       |
| نی زن             |           |           |       |
| راه امید          |           |           |       |
| نقاش              |           |           |       |
| نصف جهان          | کریم فکور | کریم فکور |       |
| قسمت ما همینه     |           |           |       |
| زرنگی             |           |           |       |
| نرو               |           |           |       |

### عکستو قاب می گیرم
| نام ترانه         | ترانه‌سرا   | آهنگساز    | تنظیم |
| ----------------- | ---------- | ---------- | ----- |
| عکستو قاب می گیرم |            |            |       |
| مسافر             |            |            |       |
| کمال تارزن        | رشید مرادی | رشید مرادی |       |
| علی ساربون        | رشید مرادی | رشید مرادی |       |
| بین ما            |            |            |       |